# Frederick Revans Chapman
Frederick Revans Chapman (Wellington, 3 de octubre de 1849-24 de junio de 1936) fue un jurista, y naturalista neozelandés.

## Biografía
Aborigen de Wellington, el quinto hijo de Henry Samuel Chapman, luego juez residente en Wellington. Martin Chapman fue su mayor hermano. Se educó en la Escuela de Gramática de la Iglesia de Inglaterra, Melbourne y en Europa, antes de estudiar leyes en London. Fue admitido de la barra de Inner Temple y practicó en Londres, antes de mudarse a Dunedin donde su padre fue juez residente.
Ejerció la abogacía con la firma de Smith, Chapman y Sinclair. En 1903 fue nombrado Presidente de la Corte de Arbitraje con estatus de un juez de la Corte Suprema, y en 1907 pasó a la Corte Suprema. En 1921 renunció, aunque durante tres años aceptó asignaciones temporales a la banca antes de retirarse en 1924. Continuó como presidente de la Junta de Apelación de las pensiones de guerra. Fue nombrado caballero en 1923.

## Familia
En 1879, se casó con Clara Cook, hija del abogado de Dunedin, George Cook.

## Algunas publicaciones
- 1962. Governor Phillip in Retirement. Australian historical monographs 40. Ed. ilustrada, reimpresa de Review Publications, 48 p. ISBN 0909895449, ISBN 9780909895440

- 1890. The Outlying Islands South of New Zealand. Ed. The Institute, 31 p.

## Honores
Se asoció con la Universidad de Otago, y las Bibliotecas Hocken y Turnbull. Recogió muchas cartas y manuscritos relacionados con la historia de Nueva Zelanda, y fue miembro de varias sociedades científicas.

### Membresías
- Royal Society of New Zealand

### Galardones
- 1935, fue galardonado con la Medalla de Plata del Jubileo rey Jorge V[2]